# روبرت س. ريتشاردسون جونيور
روبرت س. ريتشاردسون جونيور (بالإنجليزية: Robert C. Richardson, Jr.)‏ هو عسكري أمريكي، ولد في 27 أكتوبر 1882 في تشارلستون في الولايات المتحدة، وتوفي في 2 مارس 1954 في روما في إيطاليا.